# Wolfgang Mayrhuber

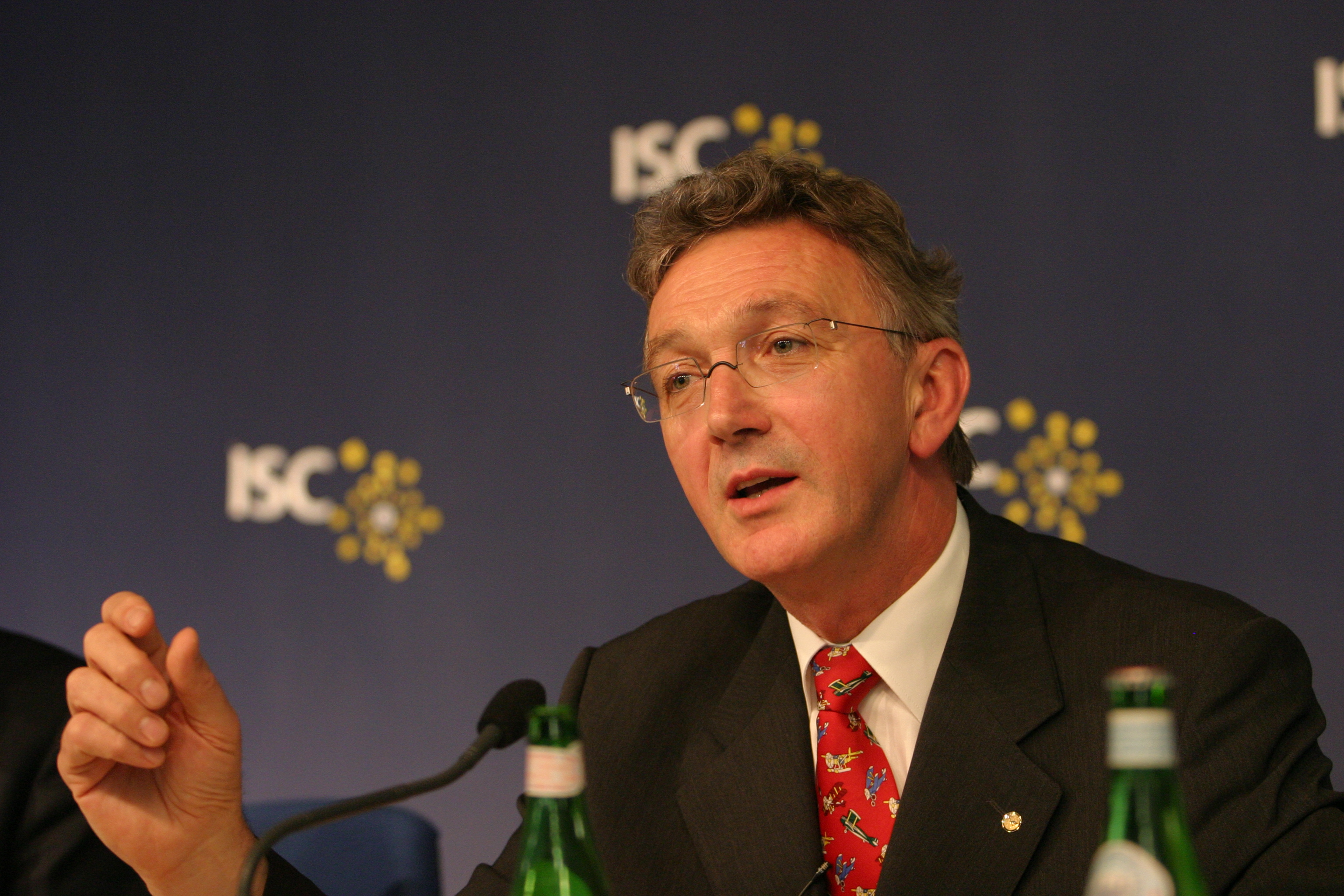
Wolfgang Mayrhuber beim St. Gallen Symposium (2004)

Wolfgang Mayrhuber (* 22. März 1947 in Waizenkirchen, Oberösterreich; † 1. Dezember 2018) war ein österreichischer Manager. Er war von 2003 bis 2010 Vorstandsvorsitzender und ab Mai 2013 Vorsitzender des Aufsichtsrates der Deutschen Lufthansa AG. Mit Wirkung vom 24. September 2017 gab er letzteres Amt ab.

## Ausbildung
Wolfgang Mayrhuber absolvierte die Fachschule für Maschinenbau an der Höheren Technischen Bundeslehranstalt (HTBLA) in Steyr/Österreich und studierte am Bloor Institute/Kanada. Im Herbst 1990 absolvierte er das Executive Management Training am Massachusetts Institute of Technology (MIT).

## Karriere bei Lufthansa
Wolfgang Mayrhuber arbeitete mehr als 40 Jahre für die Deutsche Lufthansa AG. Er begann am 1. Februar 1970 als Ingenieur in der Triebwerksinstandhaltung in Hamburg und durchlief in den Folgejahren alle Führungsebenen sämtlicher Geschäftsbereiche der Technik, bevor er am 1. November 1992 zum Leiter der Technischen Direktion und Generalbevollmächtigten Technik ernannt wurde. Anfang der 90er Jahre leitete er das Lufthansa-Sanierungsteam. Dieser Restrukturierungsaufgabe folgte im Oktober 1994 die Berufung zum Vorsitzenden des Vorstandes der neu gegründeten Lufthansa Technik AG, deren erfolgreiche Weiterentwicklung zum führenden globalen Dienstleister mit heute weltweit 25 Unternehmen Wolfgang Mayrhuber maßgeblich prägte. Diese Funktion hatte er bis zu seiner Berufung in den Konzernvorstand für das Ressort Passage am 1. Januar 2001 inne. Am 1. April 2002 wurde er zusätzlich zum stellvertretenden Vorstandsvorsitzenden bestellt.
Mit dem Ende der Hauptversammlung am 18. Juni 2003 trat er sein Amt als Vorstandsvorsitzender der Deutschen Lufthansa AG an. Im März 2005 wurde sein Vertrag bis zum 31. Dezember 2010 verlängert. Eine weitere Verlängerung seines Vertrages über den 31. Dezember 2010 hinaus schloss Mayrhuber auf der Hauptversammlung der Lufthansa am 29. April 2008 aus.
Christoph Franz wurde am 22. September 2010 als Nachfolger von Wolfgang Mayrhuber gewählt.
Nach Ablauf der gesetzlich vorgeschriebenen Cooling-off-Periode wurde Mayrhuber am 7. Mai 2013 auf der Hauptversammlung der Deutschen Lufthansa AG als Vorsitzender des Aufsichtsrates gewählt. Zuvor hatte es öffentliche Auseinandersetzungen um seine Kandidatur zum Nachfolger von Jürgen Weber gegeben. Internationale Aktionärsberatungsgesellschafften hatten sich im Vorfeld gegen eine Kandidatur Mayrhubers ausgesprochen, worauf Lufthansa zunächst bekannt gegeben hatte, Mayrhuber ziehe seine Kandidatur zurück.
Letztendlich trat Wolfgang Mayrhuber doch an und erhielt eine knappe Mehrheit der Aktionärsstimmen. Er bekleidete das Amt, bis er es zum September 2017 niederlegte.

## Tätigkeiten
Wolfgang Mayrhuber nahm neben dem bei Lufthansa weitere verschiedene Aufsichtsratsmandate wahr. Er war Mitglied der Aufsichtsräte der Infineon Technologies AG, Fraport AG, der Eurowings Luftverkehrs AG, der Thomas Cook AG, der Münchener Rückversicherungs-Gesellschaft AG und der BMW AG. Zudem war er Mitglied des Board of Directors der HEICO Corp. (Florida/USA).
Wolfgang Mayrhuber war für das Jahr 2006 zum Vorsitzenden des Verbandes der Europäischen Fluggesellschaften (AEA) gewählt worden, in dem er bereits seit Jahren als Mitglied im Lenkungskreis saß. Darüber hinaus gehörte er dem Strategieausschuss (SPC) und dem erweiterten Lenkungskreis, dem sogenannten Board of Governors der International Air Transport Association (IATA) an. Zusätzlich hatte er ab Juni 2007 den Vorsitz des Strategieausschusses (SPC) der IATA übernommen. Von 2010 bis 2013 war Mayrhuber im Verwaltungsrat der Schweizer Großbank UBS.
Mayrhuber war verheiratet und hatte drei Kinder. Er lebte in Hamburg und verstarb am 1. Dezember 2018 nach langer, schwerer Krankheit.